# ادوین (آلاباما)
ادوین (به انگلیسی: Edwin) یک منطقهٔ مسکونی در ایالات متحده آمریکا است که در آلاباما واقع شده‌است. ادوین ۱۱۷٫۹۶ متر بالاتر از سطح دریا واقع شده‌است.